# Station Kita-Hanada
Station Kita-Hanada (北花田駅, Kita-Hanada-eki) is een metrostation in de wijk Kita-ku in de Japanse stad Sakai. Het wordt aangedaan door de Midosuji-lijn. Het station heeft één eilandperron.

## Treindienst

### Metro van Osaka(stationsnummer M28)
| 1 | ■Midosuji-lijn | richting Nakamozu                       |
| 2 | ■Midosuji-lijn | richting Tennōji, Namba, Umeda en Esaka |

## Geschiedenis
Het station werd in 1987 geopend, en maakte deel uit van de verlenging van de Midosuji-lijn richting Sakai.

## Overig openbaar vervoer
Bussen 9, 10 en 31 van Nankai

## Stationsomgeving
- Æon Mall Sakai Kita-Hanada Prou (winkelcentrum)

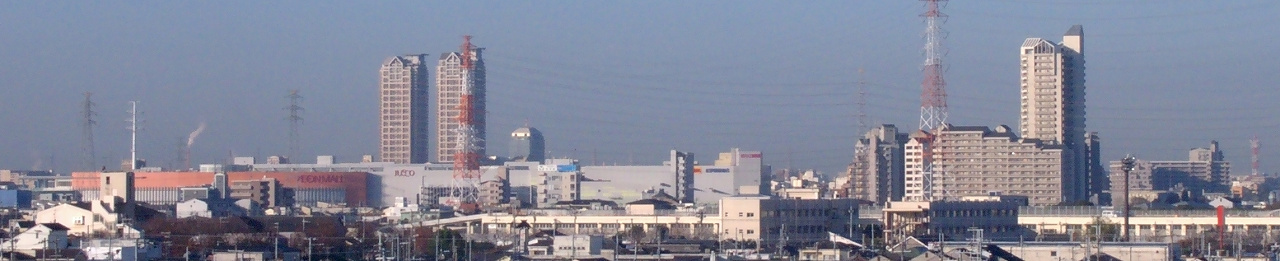
Uitzicht op de stationsomgeving met op de voorgrond de Æon Mall

  - Jasco (supermarkt)
  - Hankyu (warenhuis)
- Tsutaya
- McDonald's
- Seifu-ziekenhuis